# Rhapis
Rhapis ist eine Pflanzengattung innerhalb der Familie der Palmengewächse (Arecaceae). Von den etwa elf Arten kommen die meisten von Indochina über das südliche China Südchina bis zur thailändischen Halbinsel vor. Eine Art kommt im nördlichsten Teil von Sumatra vor. Rhapis-Arten sind durch Blätter gekennzeichnet, deren Teilung in Segmente zwischen den Falten erfolgt, nicht wie bei Palmen üblich, entlang der Falten. Etliche Arten werden als Zierpflanzen verwendet.

## Beschreibung

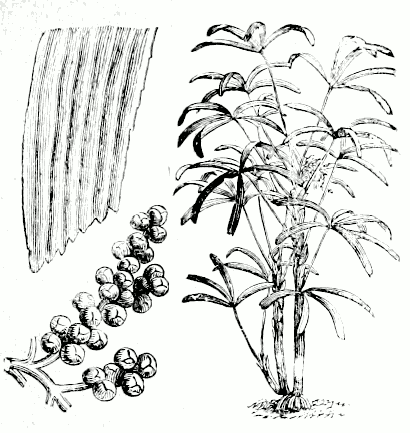
Illustration von Rhapis excelsa

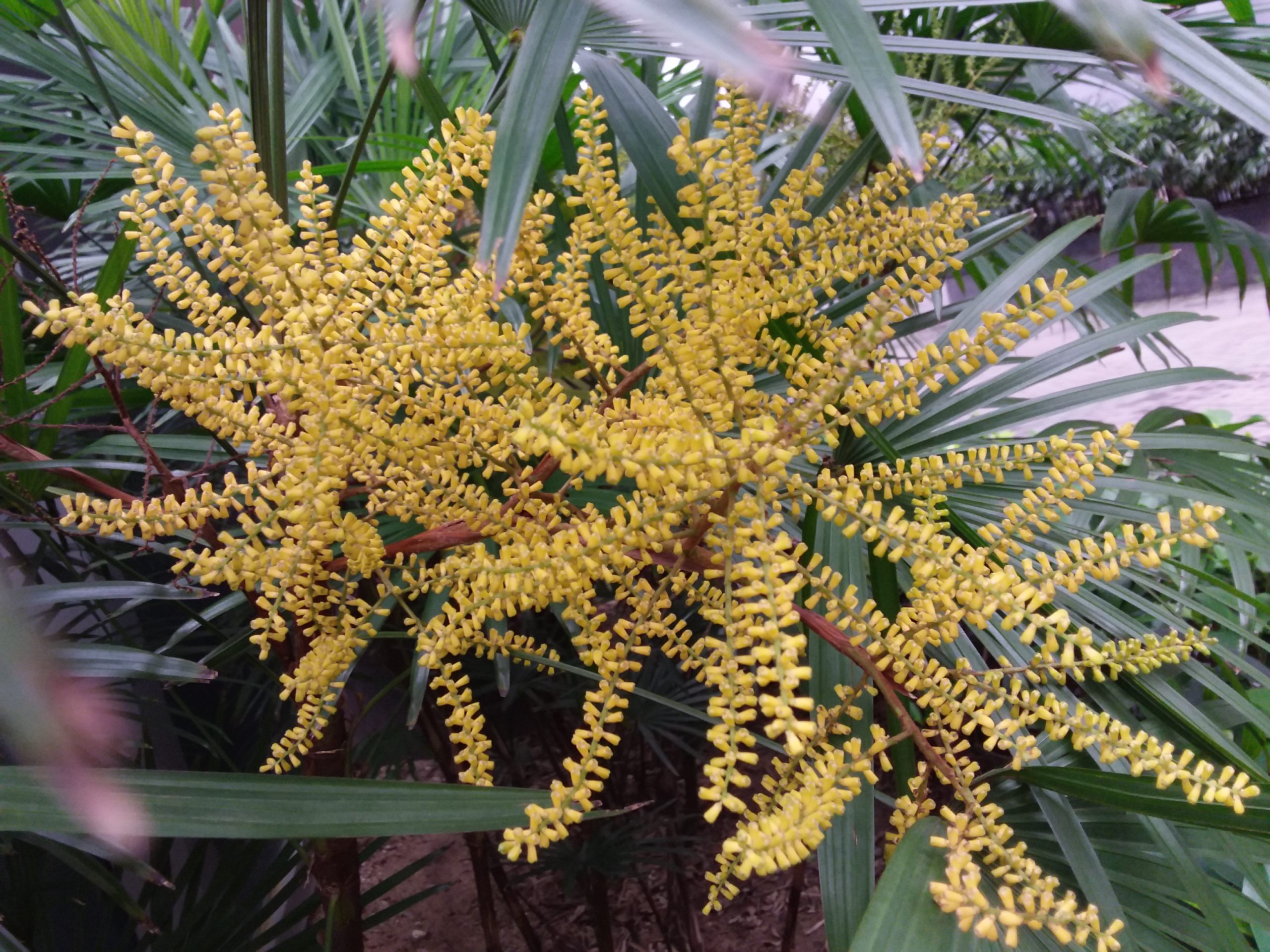
Blütenstand von Rhapis excelsa

### Vegetative Merkmale
Rhapis-Arten sind schlanke, mehrstämmige Fächerpalmen. Der Stamm ist rohrartig, aufrecht und mit Blattscheiden bedeckt. 
Die Blätter sind fächerförmig und induplicat gefaltet. Der Blattstiel ist lang und schlank, der Rand glatt oder leicht rau. Die Hastula auf der Oberseite ist klein und dreieckig, eine abaxiale Hastula fehlt. Die ausgewachsene Blattspreite ist kahl und zwischen den Falten in Segmente zerteilt, die mehrere Rippen umfassen. Die größeren Einschnitte reichen bis ein Drittel des Blattradius oder bis ganz zur Mitte. Die Spitzen der Segmente sind weiter leicht eingeschnitten. 

### Generative Merkmale
Rhapis-Arten sind zweihäusig getrenntgeschlechtig (diözisch) oder seltener polygam.
Der Blütenstand steht zwischen den Blättern. Männliche, weibliche und zwittrige Blütenstände sind einander ähnlich. Ein Blütenstand ist ein- bis dreifach verzweigt. Das Vorblatt ist röhrig und zweikielig. Es reißt entlang der abaxialen Mittellinie auf. Der Blütenstandsschaft ist meist vollständig in die Blattscheide eingeschlossen, Hochblätter an ihm fehlen. Die Blütenstandsachse ist länger als der -schaft. An der Achse stehen ein bis drei, selten vier große, einkielige Hochblätter mit Blattscheide, die die Seitenachsen erster Ordnung tragen. Die blütentragenden Achsen (Rachillae) sind weich, abstehend, die manchmal manchmal dicht gedrängt. An ihne stehen in spiraliger Anordnung einzelne Blüten, selten stehen Blüten paarig in den Achseln von sehr kleinen Brakteen. 
Es gibt männliche, weibliche und zwittrige Blüten, die einander ähneln. Der Kelch ist becherförmig, dreilappig mit manchmal unregelmäßigen Lappen. Die Krone ist fleischig, röhrig und dreilappig, meist mit einer stielartigen Basis, die aus Receptaculum und Krone besteht. Es gibt sechs Staubblätter oder Staminodien in zwei Kreisen. Bei den männlichen Blüten sind die Filamente fast entlang der ganzen Länge der Kronröhre mit dieser verwachsen und nur an den Spitzen frei. Die Antheren sind basifix, kurz und rundlich. Der Pollen ist elliptisch, monsulcat mit feiner netzartiger Oberfläche. Das Stempelrudiment ist sehr klein. Die weiblichen Blüten besitzen sechs Staminodien. Die drei Fruchtblätter sind keilförmig, jedes besitzt einen kurzen Griffel mit zylindrischer Narbe. Jedes Fruchtblatt enthält eine Samenanlage. Diese sitzt basal, ist hemanatrop und trägt an der Basis einen fleischigen Arillus. 
Die Frucht entwickelt sich aus nur einem Fruchtblatt, seltener aus zwei oder drei. Die Frucht ist gestielt, an der Spitze der Frucht steht ein Narbenrest. Das Exokarp ist papillös, das Mesokarp ist faserig, das Endokarp dünn. Der Samen besitzt eine kurze seitliche Raphe. Das Endosperm ist homogen.
Die Chromosomenzahl beträgt 2n = 36. Es gibt auch tetraploide Sippen mit 4n = 72.

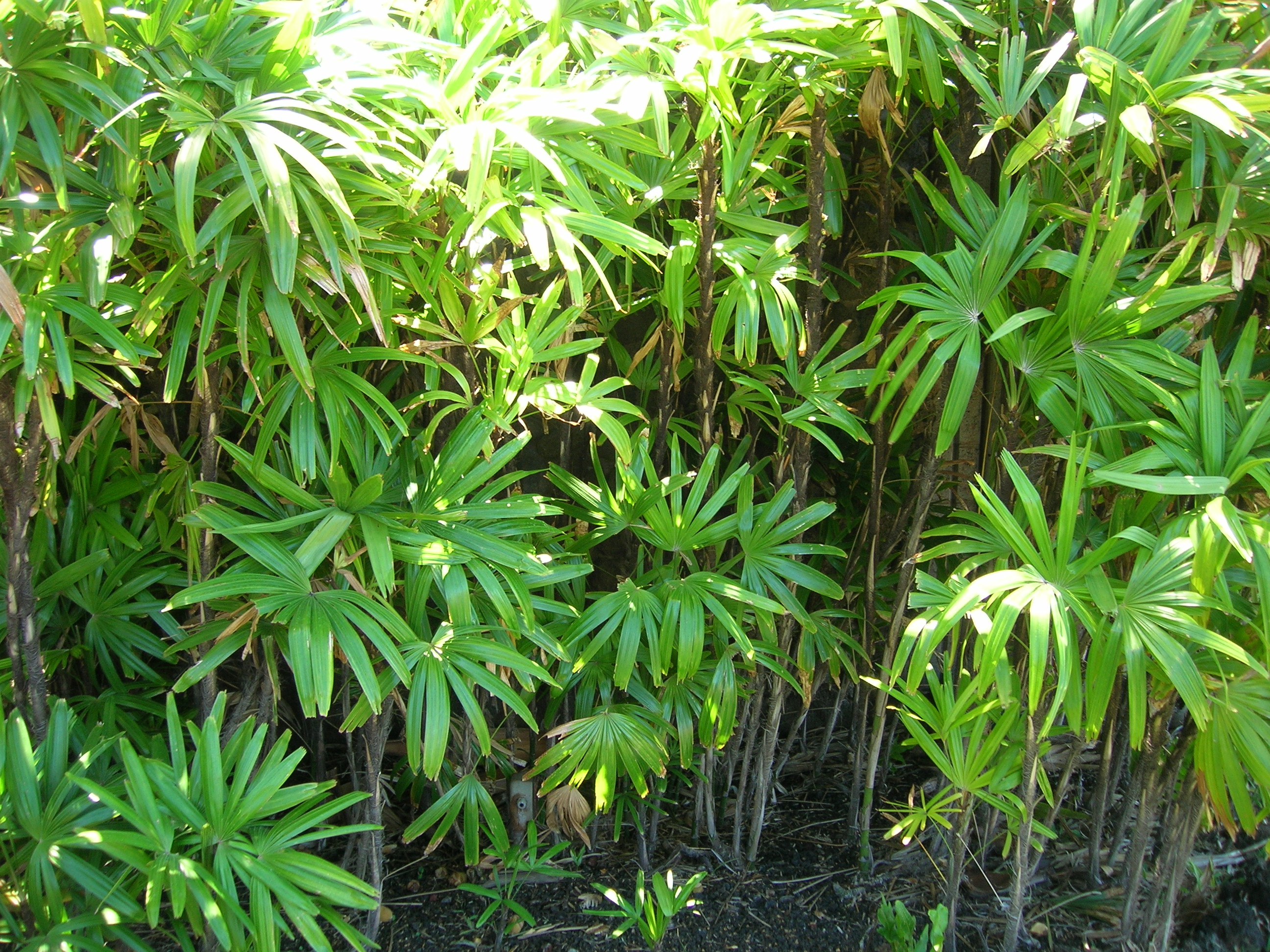
Rhapis excelsa

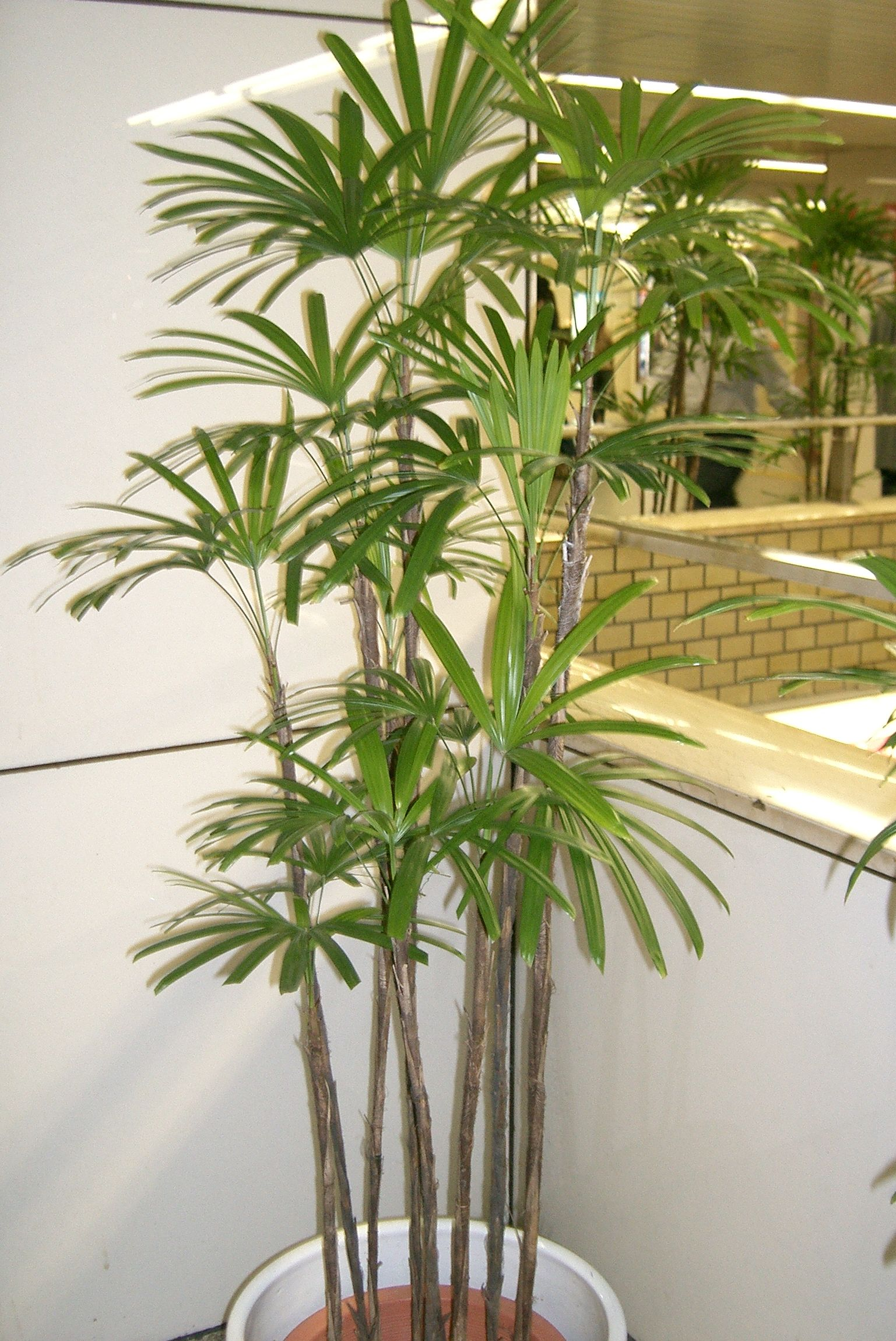
Rhapis humilis

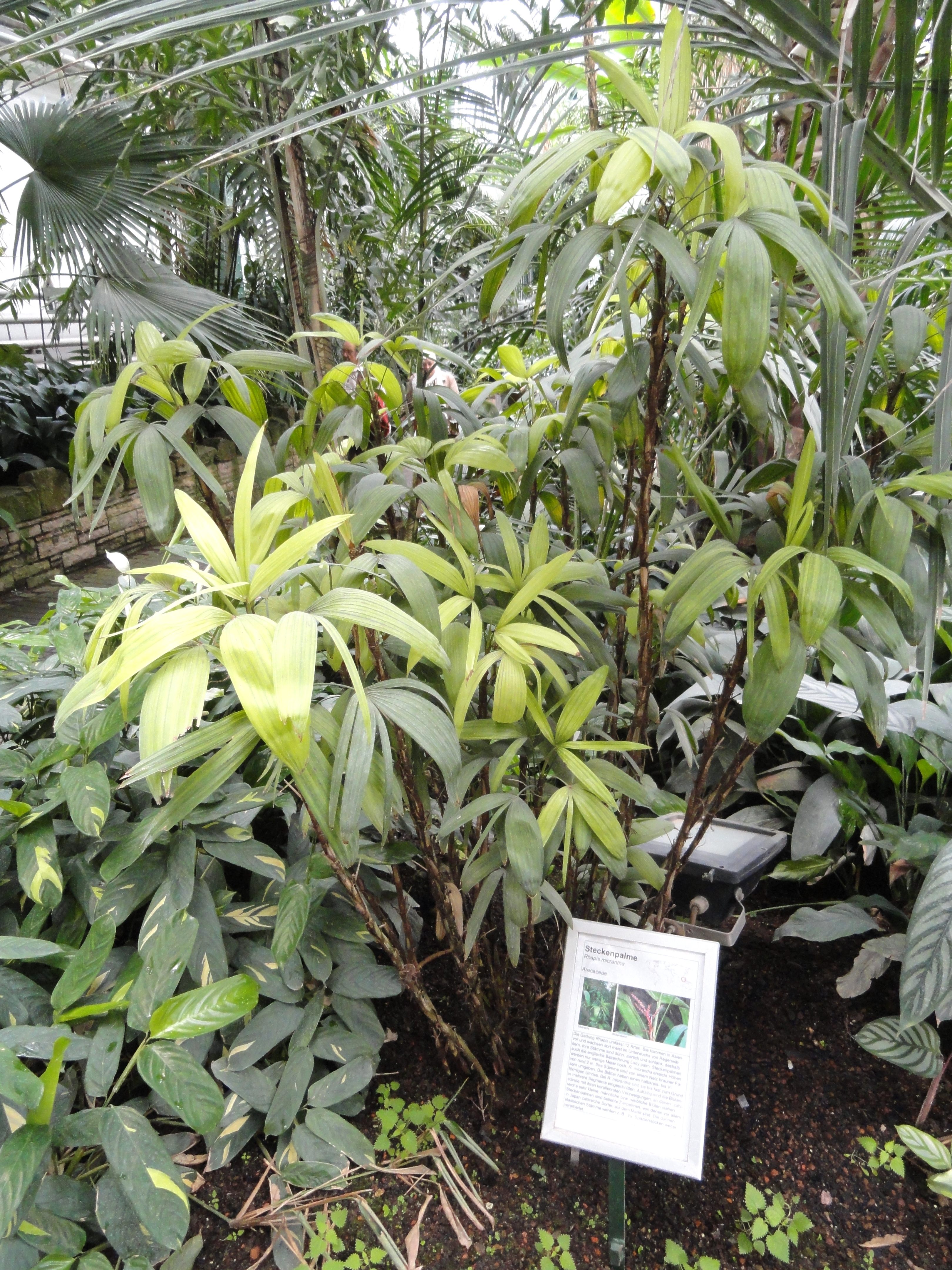
Rhapis micrantha

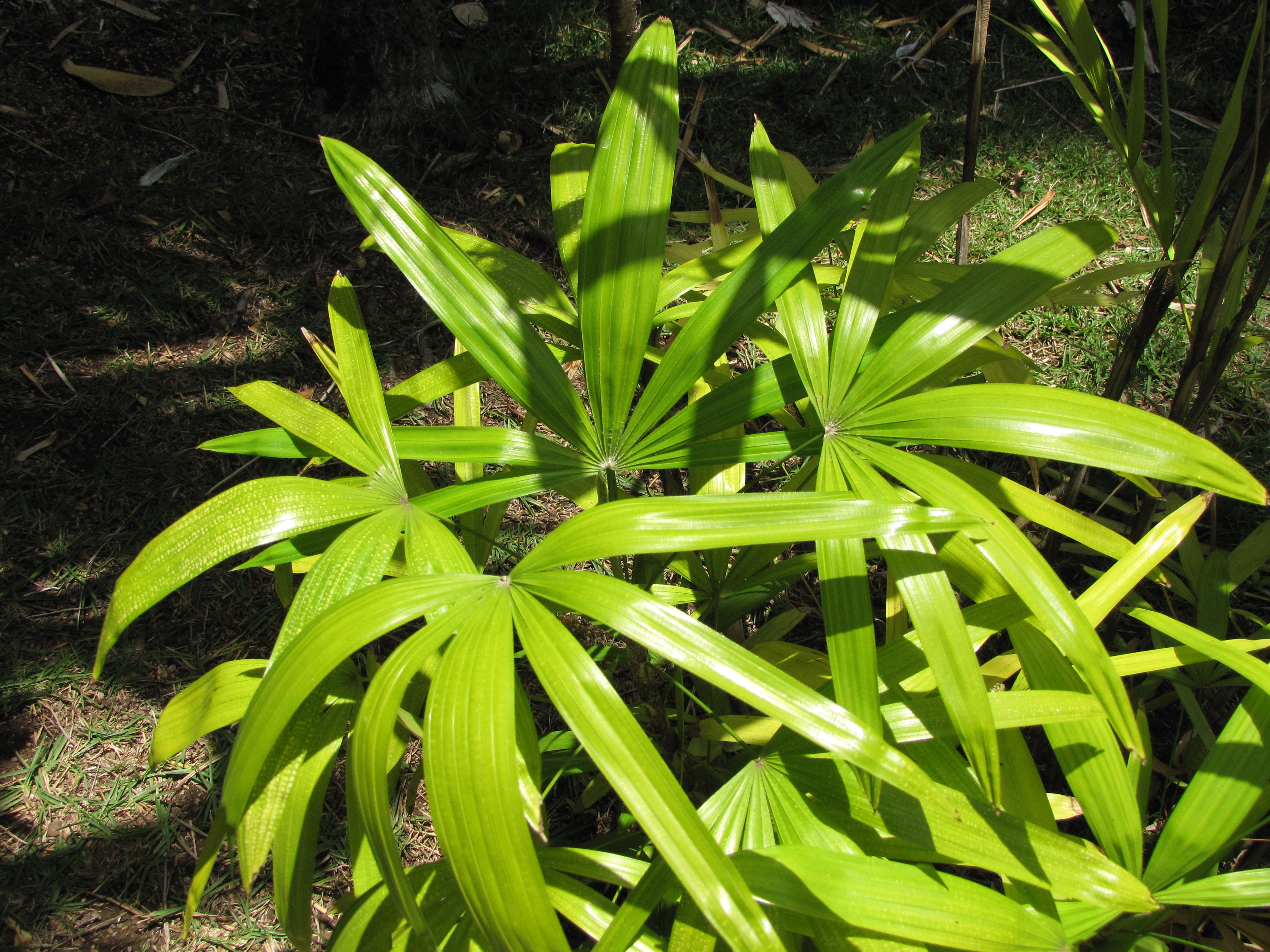
Rhapis subtilis

## Vorkommen
Rhapis-Arten kommen von Südchina nach Süden über Indochina bis zur thailändischen Halbinsel vor. Eine Art kommt im nördlichsten Teil von Sumatra vor. 
Rhapis-Arten wachsen im Unterwuchs von tropischen, immergrünen Wäldern. Rhapis subtilis und andere Arten scheinen auf Sandsteinhügelland beschränkt zu sein.

## Systematik
Die Gattung Rhapis wurde 1789 durch William Aiton in Hortus Kewensis; or, a Catalogue of the Plants Cultivated in the Royal Botanic Garden at Kew, Band, Seite 473 aufgestellt. Er übernahm den Namen von Carl von Linné dem Jüngeren.
Die Gattung Rhapis L. f. ex Aiton gehört zur Subtribus Rhapidinae aus der Tribus Trachycarpeae in der Unterfamilie Coryphoideae innerhalb der Familie Arecaceae, die und die gestellt. Die Monophylie der Gattung wurde noch nicht untersucht. Ihre Schwestergruppe dürfte Guihaia sein.
Es gibt seit 2016 etwa elf Arten:
- Rhapis evansii A.J.Hend.: Sie wurde 2016 aus Laos erstbeschrieben.[1]
- Rhapis excelsa (Thunb.) A.Henry: Die Heimat ist das südliche China und das nördliche bis zentrale Vietnam.
- Rhapis gracilis Burret: Die Heimat ist das südöstliche China bis Vietnam.
- Rhapis humilis Blume (Syn.: Rhapis multifida Burret): Sie kommt in den chinesischen Provinzen südöstliches Yunnan, Guizhou sowie Guangxi vor.[1]
- Rhapis kebangensis A.J.Hend.: Sie wurde 2016 aus Vietnam erstbeschrieben.[1]
- Rhapis laosensis Becc.: Es gibt zwei Unterarten:[1]
  - Rhapis laosensis Becc. subsp. laosensis: Sie kommt im nordöstlichen Thailand und in Laos vor.[1]
  - Rhapis laosensis subsp. macrantha (Gagnep.) A.J.Hend.: Sie kommt im nördlichen bis zentralen Vietnam vor.[1]
- Rhapis micrantha Becc.: Sie kommt in Laos und im nordwestlichen Vietnam vor.
- Rhapis puhuongensis M.S.Trudgen, T.P.Anh & A.J.Hend.: Sie wurde 2008 aus Vietnam erstbeschrieben.[1]
- Rhapis robusta Burret: Die Heimat ist Guangxi und das nördliche Vietnam.
- Rhapis subtilis Becc. (Syn.:Rhapis siamensis Hodel): Es gibt zwei Unterarten:[1]
  - Rhapis subtilis subsp. siamensis (Hodel) A.J.Hend.: Sie kommt in Thailand und im westlichen Sumatra vor.[1]
  - Rhapis subtilis Becc. subsp. subtilis: Sie kommt in Thailand, Laos und Kambodscha vor.[1]
- Rhapis vidalii Aver., T.H.Nguyên & P.K.Lôc: Sie wurde 2006 aus dem nördlichen Vietnam erstbeschrieben.[1]

Nicht mehr zu dieser Gattung wird gerechnet:
- Rhapis cochinchinensis (Lour.) Mart. → Livistona saribus (Lour.) Merr. ex A.Chev.

## Nutzung
Etliche Arten werden als Zierpflanzen verwendet. Bereits Engelbert Kaempfer beschrieb von seiner Reise 1690–92 die Kultivierung von Rhapis excelsa in Japan, wo die Art nicht heimisch ist. Die ersten Pflanzen gelangten durch James Gordon 1774 nach Europa. Rhapis excelsa, Rhapis humilis und Rhapis subtilis werden in den USA sehr verbreitet als Zierpflanzen angesetzt. In Japan gibt es etliche zwergwüchsige und panaschierte Varietäten von Rhapis excelsa und Rhapis humilis. Weitere Arten wurden seit den 1960er Jahren in Kultur genommen. 
Die Stämme werden zu Stöcken und Regenschirmen verarbeitet.